# Вайнерман Ханан Абрамович
Ханан Абрамович Вайнерман (2 грудня 1902 — 26 лютого 1979) — єврейський радянський поет.

## Біографія
Х. А. Вайнерман народився 2 грудня 1902 року в с. Лугини на Житомирщині в сім'ї шевця.
Закінчивши 7 класів  школи, працював чоботарем разом з батьком, одночасно навчався живопису. Згодом працював декоратором в театрі. Перші вірші написав у 1923 році.
Спочатку навчався на робітничому факультеті, а згодом — в Одеському інституті соціального виховання, якій закінчив у 1932 році.
Працював журналістом редакцій єврейських газет. Літературну діяльність розпочав у 1925 році в одеській газеті «Дер одесер арбетер», Згодом друкувався у республіканських та всесоюзних періодичних виданнях.
В 1934 році був прийнятий у Спілку письменників СРСР.
В 1941 році був евакуйований разом з сім'єю в м. Орджонікідзе, де працював нештатним співробітником у радіокомітеті. Згодом переїхав у м. Ош, де працював літературним редактором у радіокомітеті.
В 1945 році повернувся до Одеси. Займався літературною діяльністю. Писав на їдиш. Працював у єврейському антифашистському комітеті, після закриття якого був репресований.
В 1956 році був реабілітований і повернувся до Одеси. Продовжив писати вірші, друкуватися в журналі «Советиш геймланд».
Помер 26 лютого 1979 року в м. Одеса.

## Творчість
Основна тема творчості — життя єврейського села, праця його мешканців. Відомим є поетичний цикл «Аф херсонер степес» («У херсонських степах»). Перша збірка віршів "Ін багефтунг" вийшла у 1930 році, друга книжка - казка для дітей "Фішка" - у 1931 році.
Є автором збірок віршів «До праці», «Бригада малят», «В жизнь влюбленный», «От всего сердца», «Люблю и верю», «Свет и тени», «Щедрая осень» та інші. Остання збірка віршів «А гутен ренг» («Добрий дощ») вийшла у 1976 році. Вірші перекладалися  українською та російською мовами.

#### Праці
- Могила в катакомбі: Реквієм.//Одессе посвящается: Город-герой в художественной литературе. — Одесса: Маяк, 1971. — С. 208—209.